# Kőhalmy Tamás
Kőhalmy Tamás (Sárosd, 1936. február 16. – Sopron, 2003. szeptember 10.) magyar erdőmérnök, vadbiológus, a Nyugat-magyarországi Egyetem egyetemi tanára.

## Életútja
A Fejér vármegyei Sárosdon született 1936. február 16-án idősebb vitéz Kőhalmy Tamás általános iskolai tanító harmadik gyermekeként. 1955-ben erdésztechnikusi oklevelet szerzett Sopronban az Erdészeti Technikumban, majd 1960-ban erdőmérnöki oklevelet vehetett át. Az akkoriban kötelező erdőrendezői gyakorlatot a Kaposvári Erdőrendezőségnél töltötte le (1960–61), majd apróvadas vadászati előadó volt a Mezőföldi Erdőgazdaságnál (1961). 1962-től a Balaton-felvidéki Erdőgazdaságnál (Veszprém) és annak jogutódjánál dolgozott, mint a Zirci Erdészet fahasználati műszaki vezetője (1962–65), majd központi fahasználati előadó. Innen a HM Budapesti Erdőgazdaság Lovasberényi Erdészetéhez került erdészetvezetőnek (1967–68), majd a Gemenci Erdő- és Vadgazdaságnál vadászati osztályvezetőként dolgozott (1968–1976). Ilyen minőségben vett részt az 1971-es budapesti Vadászati Világkiállítás előkészítésében, többek közt a mongol kiállítási pavilon anyagának válogatásával és kialakításával.
1976-tól az Erdészeti és Faipari Egyetem Vadgazdálkodási Tanszékén tudományos főmunkatárs, 1979-től tanszékvezető egyetemi docens, 1994-től egyetemi tanár. A Vadgazdálkodási Intézet első igazgatója 2001-ig. Súlyos betegség után, 2003. szeptember 10-én halt meg.

## Munkássága
1973-ban egyetemi doktori címet, 1979-ben a mezőgazdasági (erdészet) tudomány kandidátusa tudományos fokozatot szerzett. 1993-ban a Magyar Tudományos Akadémia doktori fokozatát nyerte el doktori értekezésével.
Nevéhez fűződik a Vadgazda Mérnöki Szak alapítása Sopronban és Csíkszeredában (távoktatás), a Vadgazdálkodási Doktori Program létesítése, erdőmérnök- és vadgazda-mérnök diákok generációinak oktatása.
1987-től a Nemzetközi Vadászati és Vadvédelmi Tanács (CIC) bejegyzett szakértője, 1991-től a magyar delegáció tagja, 1996-tól a CIC Európa-Ázsia Nagyvad Bizottsága alelnöke. 1971 és 1996 között kilenc alkalommal járt állami kiküldetéssel vadgazdálkodási delegáció, kutatócsoport tagjaként, illetve vezetőjeként Mongóliában, egy alkalommal Kínában.
Az MTA Agrártudományok Osztálya Erdészeti Bizottságának alelnöke, a Vadgazdálkodási Albizottságnak több cikluson át elnöke; tagja, alelnöke majd elnöke az Országos Vadgazdálkodási Tanácsnak, s sok más szakmai és tudományos szervezetben töltött be tisztségeket.
Tulajdonosa sok kitüntetésnek: többszöri Kiváló Dolgozó, Vad- és Természetvédelmi Díj, a Pro Silva Hungariae Díj, Nimród Emlékérem, Hubertus Kereszt Arany fokozata, Bársony István Emlékérem, Magyar Nemzeti Vadászrend, az OMVK Aranyérme jelzik elismertségét. Halála előtt nem sokkal kapta meg a Magyar Köztársasági Arany Érdemkeresztet (2003).
Írásainak száma több mint 300. 7 könyve, könyvrészlete, 8 egyetemi jegyzete segítette a diákok felkészülését.
Az egyetemi tanár archetípusa: a hallgatókhoz legendásan jóindulatú, hihetetlen kifinomult műveltségű, adomázó, igazi reneszánsz ember volt. Kedvenc vadfaja, a vaddisznó életét talán mindenkinél jobban ismerte. Kedvelt időtöltése a vadászaton kívül az utazás, a kertészkedés és a fafaragás volt.

## Művei
- Kőhalmy T. (1984): Vadgazdálkodástan I. Egyetemi jegyzet, Sopron
- Kőhalmy T. (1984): Vadgazdálkodástan II. Egyetemi jegyzet, Sopron
- Kőhalmy T. (1991): A vadászterület berendezései.
- Kőhalmy T. (1990): Vadgazdálkodás
- Kőhalmy T. (szerk.) (1995): Vadászati enciklopédia. Mezőgazda Kiadó, Budapest
- Kőhalmy T. (1995): Nagyvad élőhelygazdálkodás. Egyetemi jegyzet, Sopron
- Kőhalmy T. (1995): Vadállomány hasznosításának gyakorlata. Egyetemi jegyzet, Sopron
- Kőhalmy T. (1995): Vadbefogás-vadtelepítés. Egyetemi jegyzet, Sopron
- Kőhalmy T. (1999): Korbecslések a szarvastól a siketfajdig.
- Kőhalmy T. (2003): Vadászattörténet. Egyetemi jegyzet, Sopron
- Kőhalmy T. (1997): Vadászálmok Mongóliában. Terraprint Kiadó, Budapest
- Kőhalmy T. (2000): Tizenkét holdtölte.
- Kőhalmy T., Mészáros K. és Völgyi L. (2002): A vad által és a vadban okozott károk, valamint a vadászati kár. Egyetemi jegyzet, Sopron
- Kőhalmy T. és Márkus L. (é. n.): Vadászati ökonómia (válogatott fejezetek). Egyetemi jegyzet, Sopron